# 井本満
井本 満（いもと みつる、1957年 - ）は、日本の実業家。ニッセイ・ウェルス生命保険社長。

## 来歴
福岡県出身。福岡大学附属大濠高等学校を経て、1980年 駒澤大学文学部英米文学科卒業。1985年カリフォルニア州立大学にて修士号（財務学）を取得。同年スミス・バーニー証券会社入社。 1998年 スミスバーニー証券と日興証券の合弁会社「グローバルラップ・コンサルティンググループ投資顧問会社」設立し代表取締役就任。2002年シティインシュアランス生命と三井住友海上火災保険の合弁会社「三井住友海上シティ生命保険会社」を設立、代表取締役共同社長・CEO就任。
2004年、映画ファンド運営会社ノーススターズ・ピクチャーを設立し代表取締役社長就任。 2008年、JWM証券会社ディレクター。2009年、三井住友海上メットライフ生命代表取締役副社長、2011年メットライフアリコ生命保険専務執行役員を歴任。2013年マスミューチュアル生命保険執行役員副社長、同年12月1日、社長に就任
。
2000年より日本FP学会理事
、2004年から2006年まで早稲田大学非常勤講師を歴任。また高校や大学、経営大学院で講演を行う

。

## 略歴
- 1985年　スミス・バーニー証券会社入社。本社海外管理部、アジア・パシフィック営業部門を経て投資政策委員会メンバー
- 1998年　グローバルラップ・コンサルティンググループ投資顧問会社 代表取締役
- 2002年　三井住友海上シティ生命保険会社代表取締役共同社長・CEO
- 2004年　ノーススターズ・ピクチャー代表取締役社長
- 2008年　JWM証券会社ディレクター
- 2009年　三井住友海上メットライフ生命 代表取締役副社長
- 2011年　メットライフアリコ生命保険 専務執行役員
- 2013年　マスミューチュアル生命保険 執行役員副社長
- 同年12月1日、社長に就任

## 映画制作
映画制作会社では、「北斗の拳」等アニメーションの製作総指揮を務めた

。
- 「真救世主伝説 北斗の拳」五部作
  - 第一部（映画）「真救世主伝説 北斗の拳 ラオウ伝 殉愛の章」2006年3月
  - 第二部（OVA）「真救世主伝説 北斗の拳 ユリア伝」2007年2月23日発売
  - 第三部（映画）「真救世主伝説 北斗の拳 ラオウ伝 激闘の章」2007年4月

## 著書
- 『東方ビッグバン見聞録』レゾナンス 2000.3[13]
- 『実学としてのパーソナルファイナンス』2013.共著[14]
- 『ラップde運用』2014.[15]